# María Luisa Federici
María Luisa Federici Soto (n. 14 de mayo de 1959) es una economista peruana.

## Biografía
María Luisa Federici nació en el distrito de Jesús María, Lima, en 1959. Hija de Alfredo Federici Terrarossa y Lucila Soto Chávez, creció al lado de dos hermanas.
Realizó sus estudios escolares en el Colegio República de Panamá y Angélica Palma Román, ambos ubicados en la ciudad de Lima.
Estudió Economía en la Pontificia Universidad Católica del Perú donde también culminó estudios en la Maestría de Gerencia Social; además realizó estudios de postgrado en el programa de Alta Dirección (PAD) de la Universidad de Piura, así como especializaciones en Santiago de Chile.
Fue vocal del Tribunal de Defensa de la Competencia y de la Propiedad Intelectual del Instituto Nacional de Defensa de la Competencia y de la Protección de la Propiedad Intelectual (INDECOPI). 
Trabajó en el Ministerio de Industria e Integración como asesora del Despacho Ministerial
Trabajó en el Instituto de Comercio Exterior como asesora de la Alta dirección.
Fue Consultora del Programa de Naciones Unidas para el Desarrollo.
Fue presidenta de la Empresa Nacional de Comercialización de Insumos (ENCI).
Fue presidenta de la Junta Directiva de la Empresa Multinacional de Comercialización de Fertilizantes (MULTIFERT), con sede en Panamá.
Fue presidenta del Directorio del Fondo Nacional de Compensacion y Desarrollo (FONCODES)
Se ha desempeñado como docente de la Maestría en Gerencia Social en la Pontificia Universidad Católica del Perú.

### Ministra de la Presidencia
En agosto de 1994 fue designada Ministra de la Presidencia por el presidente Alberto Fujimori. Ejerció el cargo hasta julio de 1995

### Embajadora en Francia
En 1996 fue nombrada Embajadora del Perú en Francia, cargo en el que permaneció hasta 2000. Durante ese tiempo también fue Representante Permanente ante la UNESCO y Representante del Perú ante la Unión Latina, organización internacional conformada por países que hablan las lenguas romances. Renunció a la embajada en noviembre de 2000, luego de la caída del régimen de Alberto Fujimori.